# Torre di Montesarchio
La Torre di Montesarchio (in provincia di Benevento) è una struttura militare di origine medievale, oggi adibita a sede del museo archeologico nazionale del Sannio Caudino insieme al castello.

## Caratteristiche
L'edificio è costituito principalmente da due corpi cilindrici: il nucleo centrale, più alto e stretto, e uno più esterno, basso e spesso. Vi sono poi un corpo di fabbrica laterale, posto in direzione sud, e un corpo di fabbrica a forma di mandorla, posto in direzione est, a protezione dell'ingresso.

## Storia

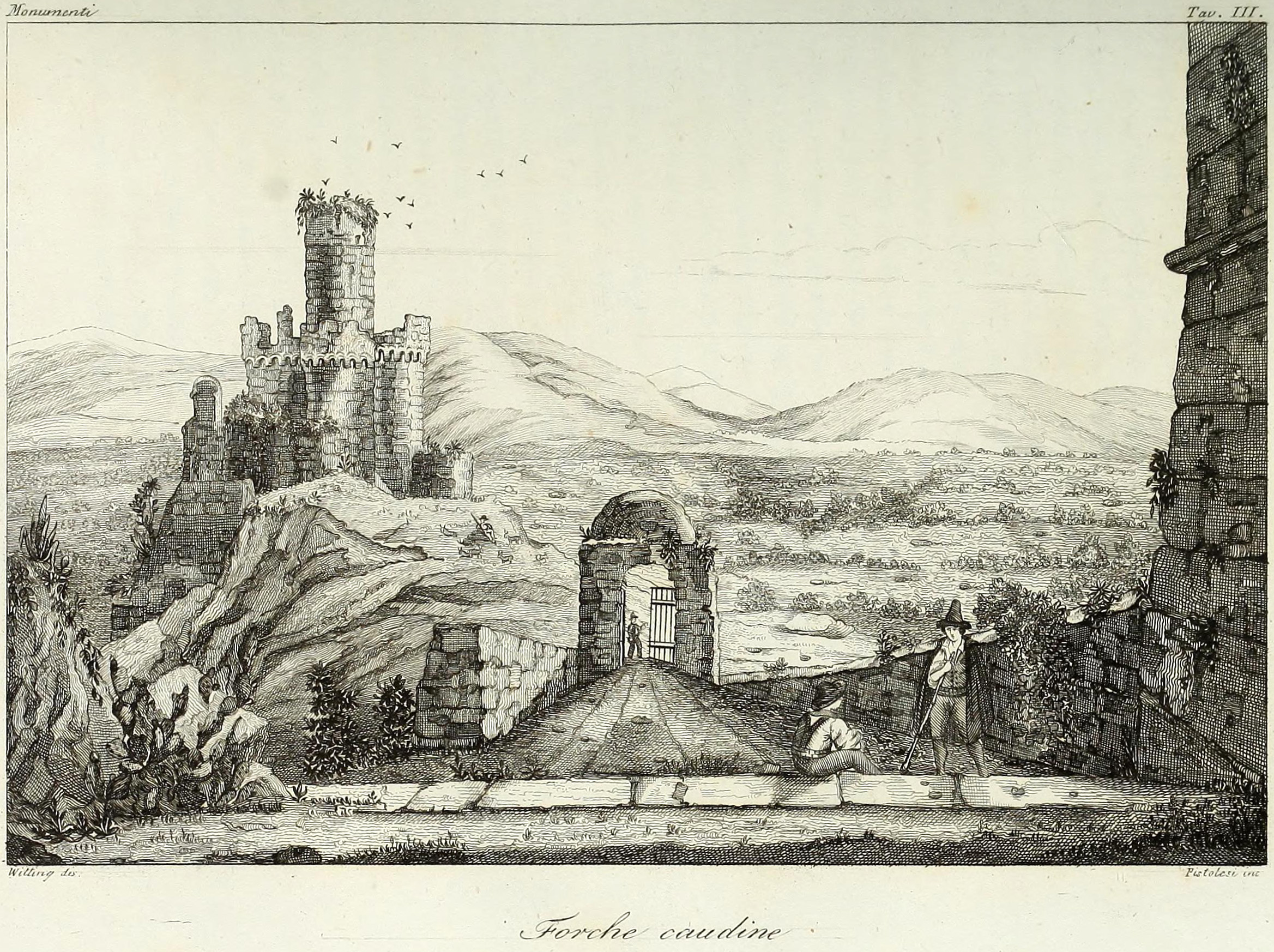
La torre di Montesarchio in una stampa di Teodoro Gugliemo Witting (metà del XIX secolo)

L'aspetto della torre risale principalmente al progetto di Francesco di Giorgio Martini, artista senese che nel 1495 ispezionò vari castelli del Regno, da Napoli alla Puglia.
La torre venne adattata alle nuove tecniche di assedio, sempre più influenzate dall'uso dei cannoni, che rendevano poco adatte le mura alte e sottili e gli angoli degli edifici. Per questo si iniziò a costruire sempre più con forma circolare e con mura più basse e spesse.
Ulteriori modifiche sono state fatte in epoca ottocentesca, quando la torre fu adibita a carcere politico. In una delle celle, oggi visitabile, fu rinchiuso Carlo Poerio, oppositore del Re Borbone.
Difficile dire cosa ci fosse prima di questo progetto di fine '400. Visitando la torre si può notare già ad occhio nudo la differenza nella tecnica di costruzione tra il cilindro centrale, più alto e stretto, e il cilindro esterno, basso e largo.
Il cilindro interno è stato realizzato in modo più rozzo, con pietre meno lavorate e con l'aggiunta di mattoni, cosa che non fa escludere nemmeno l'ipotesi di una origine longobarda (successiva all'anno 938, di sicuro) per questa parte della struttura.
Infatti, in quest'anno i Principi di Benevento (Landolfo I, Atenolfo II e Atenolfo III) concessero Caudi (Montesarchio) al gastaldo "Teoderico detto Mirando", e con essa il diritto a fortificare la zona. Quindi sia il castello che la torre non possono essere precedenti al 938.